# Kenneth Rakvaag
Kenneth Rakvaag (Molde, 20 agosto 1983) è un giocatore di calcio a 5, allenatore di calcio a 5 ed ex calciatore norvegese, portiere dell'Hulløy.

## Carriera
Rakvaag ha giocato con la maglia del KFUM Oslo, conquistando la promozione in 2. divisjon al termine del campionato 2008. Nelle pause invernali del campionato norvegese, Rakvaag ha militato nella Eliteserien con la maglia del Vegakameratene. Ha vinto quattro titoli nazionali, con questa maglia.
Il 31 marzo 2010 ha avuto anche l'opportunità di esordire nella Nazionale di calcio a 5 della Norvegia, venendo impiegato nella partita vinta per 1-2 contro l'Irlanda, a Tallaght.
In vista del campionato 2010, è passato dal KFUM Oslo al Nardo. Nel 2012, ha militato nelle file del Vega, in 5. divisjon. Nel 2014 è stato invece in forza al Fu/Vo, in 3. divisjon.
Il 13 agosto 2011 ha esordito nella Coppa UEFA, nella vittoria della sua squadra sul Varna col punteggio di 3-5. Rakvaag ha compatibilmente continuato a difendere i pali del Vegakameratene fino al termine della stagione 2014-2015.
Nel giugno 2015 è stato ingaggiato dal Catanzaro SG, società italiana militante nel campionato di Serie A2, proveniente dagli azeri del Fener. Tuttavia, non riuscendo a recuperare in tempi brevi da un infortunio, la società catanzarese e il giocatore hanno deciso per la rescissione del contratto, avvenuta il 15 ottobre 2015.
Rientrato allora in Norvegia, è tornato a giocare per il Vegakameratene. In campo calcistico, nel 2016 è stato in forza al Vega, per poi tornare al Catanzaro SG a luglio 2016. Si è poi accordato con l'Hulløy per la Eliteserien 2016-2017, ricoprendo anche il ruolo di allenatore. Il 16 novembre 2016 è stato incluso tra i convocati del commissario tecnico Sergio Gargelli per l'imminente Nordic Futsal Cup. La Norvegia si è classificata al 4º posto finale. A gennaio 2017 ha lasciato l'l'Hulløy per trasferirsi ai ciprioti dell'APOEL.
Rimasto al Vega anche per la stagione 2017, ha lasciato il club nel luglio dello stesso anno per andare a giocare con i maltesi del St. Andrews, con cui ha disputato la Coppa UEFA 2017-2018.
Tornato all'Hulløy nella successiva stagione, il 15 novembre 2017 è stato convocato per la Nordic Futsal Cup.

## Statistiche

### Presenze e reti nei club
Statistiche aggiornate al 16 novembre 2017.
| Stagione         | Club             | Campionato       | Campionato | Campionato | Coppe nazionali | Coppe nazionali | Coppe nazionali | Coppe continentali | Coppe continentali | Coppe continentali | Supercoppe | Supercoppe | Supercoppe | Totale | Totale |
| Stagione         | Club             | Comp             | Pres       | Reti       | Comp            | Pres            | Reti            | Comp               | Pres               | Reti               | Comp       | Pres       | Reti       | Pres   | Reti   |
| ---------------- | ---------------- | ---------------- | ---------- | ---------- | --------------- | --------------- | --------------- | ------------------ | ------------------ | ------------------ | ---------- | ---------- | ---------- | ------ | ------ |
| 2008             | KFUM Oslo        | 3D               | ?          | -?         | CN              | ?               | -?              | -                  | -                  | -                  | -          | -          | -          | ?      | -?     |
| 2009             | KFUM Oslo        | 2D               | ?          | -?         | CN              | ?               | -?              | -                  | -                  | -                  | -          | -          | -          | ?      | -?     |
| Totale KFUM Oslo | Totale KFUM Oslo | Totale KFUM Oslo | ?          | -?         |                 | ?               | -?              |                    | -                  | -                  |            | -          | -          | ?      | -?     |
| 2010             | Nardo            | 2D               | ?          | -?         | CN              | ?               | -?              | -                  | -                  | -                  | -          | -          | -          | ?      | -?     |
| 2012             | Vega             | 5D               | ?          | -?         | -               | -               | -               | -                  | -                  | -                  | -          | -          | -          | ?      | -?     |
| 2014             | Fu/Vo            | 3D               | ?          | -?         | CN              | ?               | -?              | -                  | -                  | -                  | -          | -          | -          | ?      | -?     |
| 2016             | Vega             | 5D               | ?          | -?         | -               | -               | -               | -                  | -                  | -                  | -          | -          | -          | ?      | -?     |
| 2017             | Vega             | 6D               | ?          | -?         | -               | -               | -               | -                  | -                  | -                  | -          | -          | -          | ?      | -?     |
| Totale Vega      | Totale Vega      | Totale Vega      | ?          | -?         |                 | ?               | -?              |                    | -                  | -                  |            | -          | -          | ?      | -?     |
| Totale           | Totale           | Totale           | ?          | -?         |                 | ?               | -?              |                    | -                  | -                  |            | -          | -          | ?      | -?     |